# Chaogewendu'er
Chaogewendu'er (kinesiska: 潮格温都尔, 潮格温都尔苏木) är en socken i Kina. Den ligger i den autonoma regionen Inre Mongoliet, i den norra delen av landet, omkring 390 kilometer väster om regionhuvudstaden Hohhot.
Genomsnittlig årsnederbörd är 259 millimeter. Den regnigaste månaden är juni, med i genomsnitt 79 mm nederbörd, och den torraste är januari, med 1 mm nederbörd.